# Cane da montagna dei Pirenei
Il cane da montagna dei Pirenei, conosciuto anche con il nome tradizionale di patou è una razza canina di origine francese riconosciuta dalla FCI (Standard N. 34, Gruppo 2, Sezione 2, Sottosezione 2).

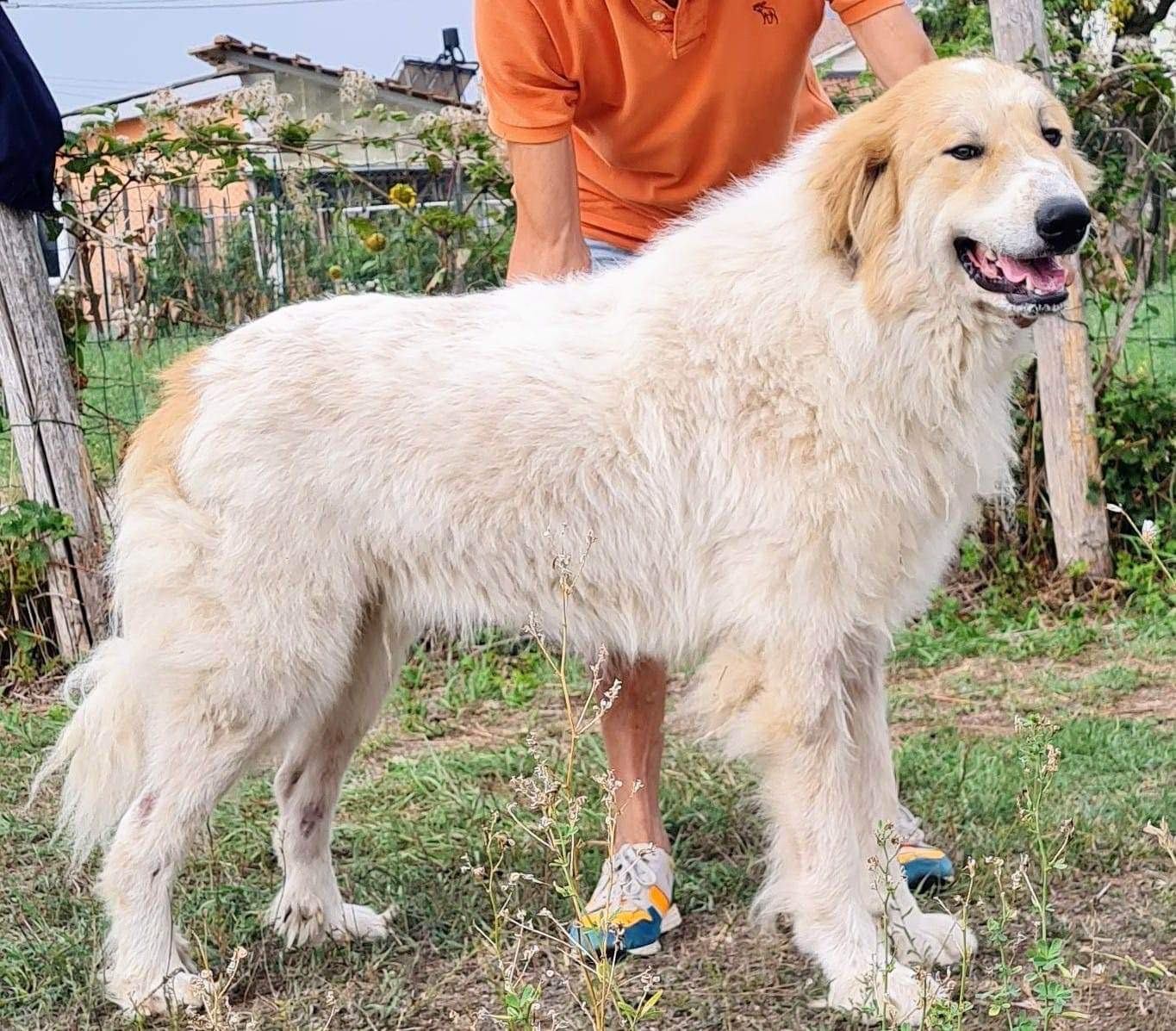
Esemplare italiano dal mantello arrouye

È la razza canina appartenente al gruppo dei cani da montagna che svolge tradizionalmente il compito di guardiano del gregge sul versante francese dei Pirenei. Sul versante spagnolo della catena montuosa, nella regione di Aragona, da antenati comuni si è sviluppata la razza del mastino dei Pirenei.
Il cane da montagna dei Pirenei non è da confondere con il pastore dei Pirenei, il suo "collega" di lavoro, incaricato di condurre il gregge (pastore conduttore), mentre il compito del cane da montagna dei Pirenei è quello di difenderlo (pastore custode).

## Storia
Le sue origini si intrecciano con quelle di altre razze europee appartenenti al gruppo dei cosiddetti grandi cani bianchi, tutte discendenti da molossoidi giunti in Europa dalle regioni orientali, al seguito delle greggi. Un testo di Gaston Phoebus (Le livre de la chasse) risalente al Trecento lo descrive come un ottimo guardiano, dal pelo lungo o semilungo, in genere bruno, con macchie bianche sul corpo. Nel XVII secolo, grazie a una vera e propria infatuazione del Delfino, il principe ereditario della corona francese, divenne la razza prediletta dei nobili d'oltralpe, che lo adottarono a guardia delle proprie residenze. Al 1923 risale il primo standard ufficiale e la Reunion des Amateurs del Chien Pyrenees che si fonde nel 1937 con il club Francese del Pastore dei Pirenei.

## Descrizione
La coda è lunga, a pelo lungo, termina a uncino. Nei momenti di "attenzione", viene portata arrotolata sulla schiena, a formare la caratteristica "arrundera". Il colore bianco è sempre predominante, sono accettate macchie di colore sabbia e/o grigio. Il pelo è molto lungo e gli occhi sono ben livrettati, a mandorla, con iride ben scura. Le orecchie sono attaccate all'altezza degli occhi, ben inserite e poco visibili. La testa è a tartufo nero, calotta cranica tanto lunga quanto larga. I piedi hanno doppi speroni negli arti posteriori, ricercati quelli negli arti anteriori.

## Carattere

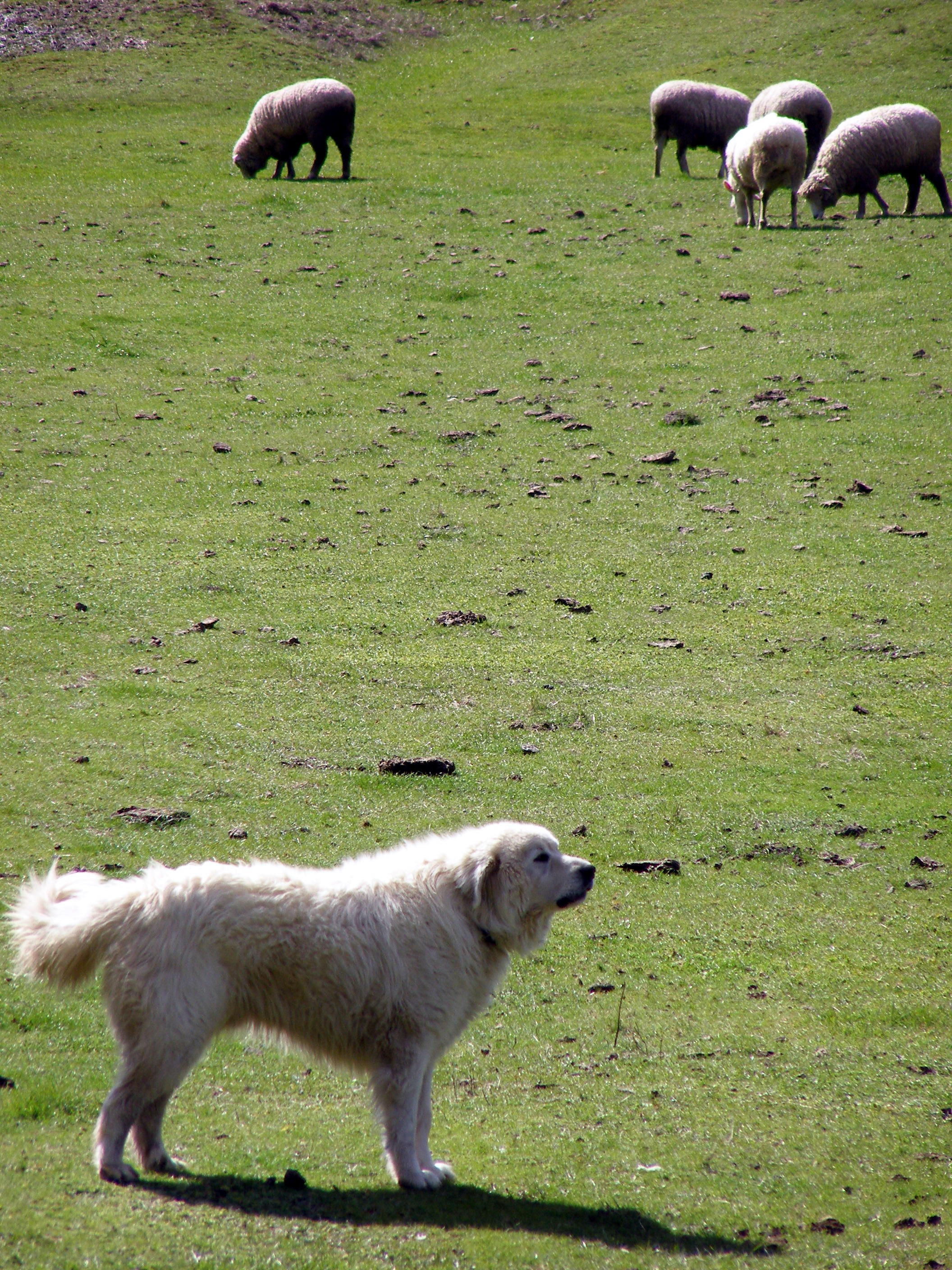
Un esemplare al lavoro.

In famiglia è molto dolce e legato al padrone: nei suoi confronti può diventare geloso, ma si affeziona agli altri membri del suo branco umano.

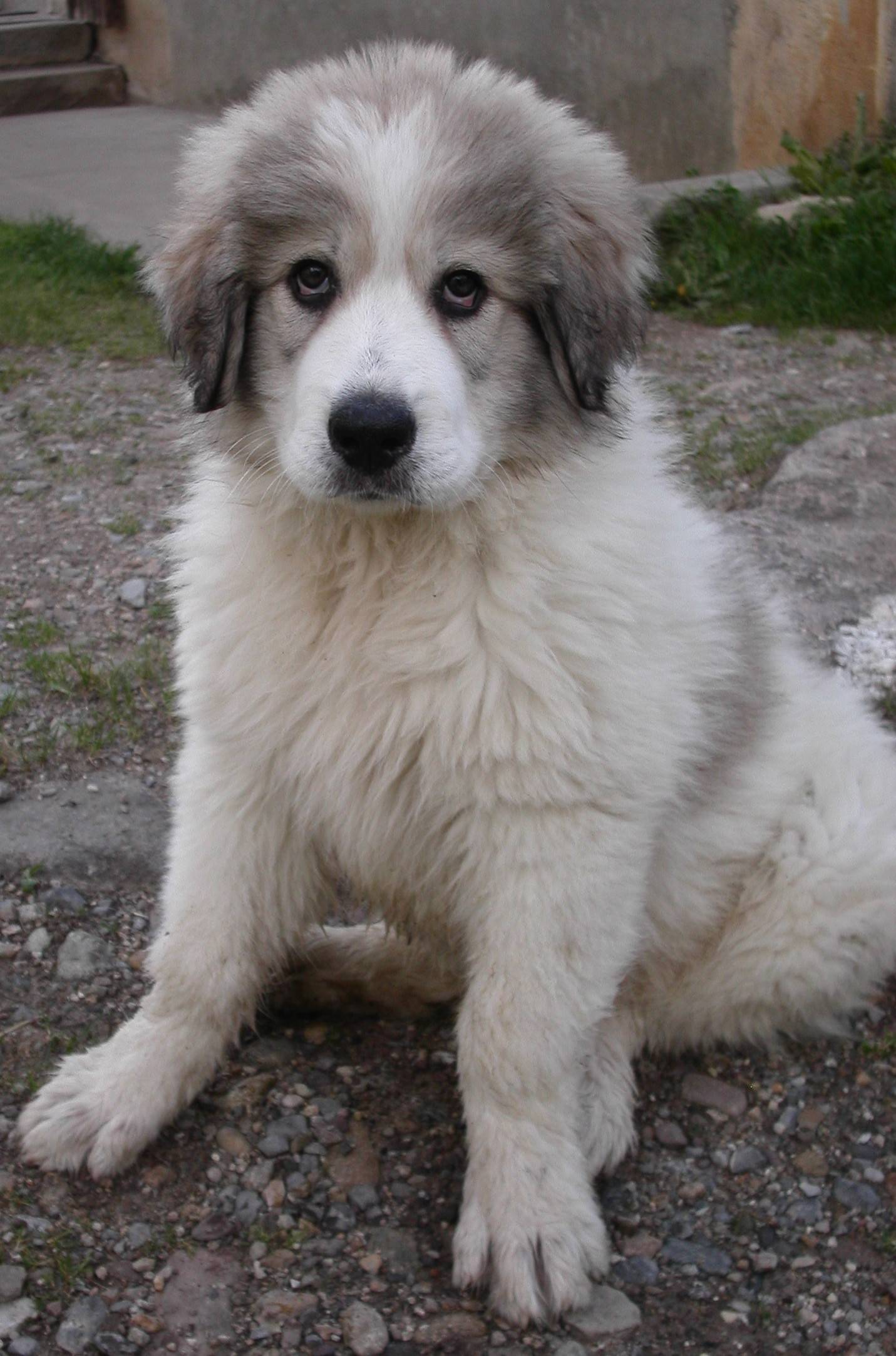
Un cucciolo di 2 mesi.

Con l'uomo cerca spesso un rapporto paritario, basato sul rispetto e la fiducia reciproca. Non ama la sudditanza, per cui va bandita ogni forma di coercizione violenta. È un cane solo in parte addestrabile all'obbedienza ed è preferibile non spingerlo ad un addestramento svolto all'attacco. Si deve infatti tenere presente che, per via dell'innata indipendenza e della notevole mole, si rischierebbe di avere tra le mani un soggetto non facilmente gestibile.
Ha la caratteristica comportamentale di difendere il territorio, tenendo sempre a bada gli estranei. Riesce a comprendere chi sono le persone che non sono gradite al padrone con una intelligenza acutissima. Perlustra il territorio abbaiando profondamente al minimo passaggio di estranei, e tende a essere fortemente dominante con tutti i cani.
Inoltre tende ad esplorare gli spazi aperti e a farli diventare il proprio territorio. È pertanto opportuno che abbia a sua disposizione un grande spazio, ma non troppo in modo da stimolare la sua propensione alla guardia.
Di notte subisce un mutamento e diventa molto più attento. Osservandolo vedrete che spesso "abbaia ai quattro venti", girando su se stesso e abbaiando nelle varie direzioni, allo scopo di segnalare la sua presenza agli altri cani e agli estranei.

## Cure
Non necessita di particolari cure. Per il mantello qualche spazzolata di tanto in tanto. Per quanto riguarda l'alimentazione è bene adottare pasti abbondanti e riccamente proteici. Nessun problema, poi, se si vuol lasciare dormire il cane all'aperto: da secoli è abituato alle prove più dure. Una qualche attenzione va sempre posta ad eventuali parassiti che possono annidarsi nel pelo o dentro il condotto uditivo. Inoltre è frequente che si formino nodi dietro le orecchie, pertanto a questo va posta molta attenzione.
Esistono antiparassitari che uccidono gli acari, che sono i principali responsabili delle patologie dell'apparato uditivo.
Fate in modo che non si formino nodi nel pelo, e abituate il cucciolo fin da piccolo ad essere spazzolato. Ricordate che questo cane matura completamente verso i quattro anni in quanto molto longevo, sia psichicamente che fisicamente. Non meravigliatevi se tra i due e i tre anni appare magro, è solo non ancora formato. Accertatevi che mangi e che si muova abbondantemente.

## Diffusione
Nel 2004 l'ENCI ha contato 145 cuccioli iscritti ai libri genealogici, contro i 150 dell'anno prima, i 241 del 2002 e i 172 del 2001, ma la sua diffusione è in lenta discesa considerando i 344 soggetti del 1995 e i 196 soggetti del 1999.